# Steenwijk
Pour les articles homonymes, voir Steenwyck.
Steenwijk (en bas saxon : Steenwiek ou Stienwiek) est une ville néerlandaise située dans la province d'Overijssel. Elle est, avec 17 115 habitants au 1er janvier 2020, la plus grande bourgade de commune de Steenwijkerland. Au cours du XXe siècle sont rattachés à la commune alors indépendante de Steenwijk la ville de Vollenhove et les villages de Blokzijl, Kuinre et Giethoorn, ainsi que d'autres lieux de moindre importance.
Le 1er janvier 2001, les communes d'IJsselham et de Brederwiede sont également rattachées à Steenwijk. Toutefois, les habitants de ces anciennes villes libres n'entendaient pas voir leur résidence s'identifier à Steenwijk. Ils proposent de faire de la ville le chef-lieu d'une commune de l'Overijssel appelée Steenwijkerland (« Pays de Steenwijk ») afin de ne pas donner à entendre que leurs communes étaient simplement annexées à une ville voisine. Devant les protestations, le nom de Steenwijk pour la commune est délaissé le 1er janvier 2003 et remplacé par celui de Steenwijkerland.
Steenwijk est au Moyen Âge une cité libre. Les fossés et les remparts qui bornent la ville datent de la guerre de Quatre-Vingts Ans, époque à laquelle Steenwijk est une place forte stratégique dans le conflit qui oppose les Provinces-Unies à l'Espagne.

## Géographie
Steenwijk est construite sur deux collines (le Woldberg et le Havelterberg) qui sont les points culminants de l'Overijssel, à la limite d'un ancien inlandsis et des tourbières de Giethoorn, De Wieden et Weerribben. Steenwijk était arrosée à l'origine par une rivière, la Steenwijker Aa, alimentée par la fonte des neiges. Cette rivière fut canalisée au Moyen Âge, elle prit le nom de Steenwijkerdiep, et rendit la ville accessible aux chalands. Sur le Steenwijker Diep se trouve un port de plaisance. La ville est dominée par la tour Saint-Clément, qui, avec ses 87 mètres, est la plus haute flèche d'église de tous les Pays-Bas.
En géologie, la ville est connue pour les nombreux blocs erratiques que l'on trouve aux alentours.
En tant que chef-lieu, Steenwijk est le siège de la mairie de Steenwijkerland. Elle a commémoré en 2005 les 750 ans de sa charte urbaine. Steenwijk possède une gare sur la ligne ferroviaire Leeuwarden–Zwolle.

## Histoire
Peu de choses sont connues sur le passé le plus ancien de Steenwijk. Aucune source écrite n'a été préservée dans la ville elle-même depuis les premiers siècles de son existence. Elles ont probablement été perdues dans l'incendie de la ville provoqué en 1523 par le pillage des troupes de Gueldre dirigées par Maarten van Rossum.
Steenwijk a été le centre de la région élargie, une région qui se divise à présent entre les provinces d'Overijssel, de Frise et de Drenthe. La partie frisonne de cette région a été mentionnée pour la première fois en 1309 sous le nom de Stellingwerf. L'église de Steenwijk est l'église mère de cette vaste région. Les églises filles incluent Oldeholtpade et Meppel. La mention la plus ancienne de Steenwijk apparaît dans un acte du 13 mars 1141, par lequel l'évêque d'Utrecht, Hartbert, donna l'église de Steenwijk à l'abbaye bénédictine de Ruinen. Probablement le 29 février 1296, l'église paroissiale de Steenwijk a été élevée au titre de collégiale de Saint-Clément et le village est devenu une ville. Pour l'histoire médiévale, le cartulaire du chapitre de Saint-Clément (dont l'établissement se situe vers 1500) est d'une certaine importance.
La guerre de Quatre-Vingts Ans (1568-1648) fit apparaître fréquemment Steenwijk dans l'histoire nationale néerlandaise. En 1568, le conseil municipal parvint à échanger les milliards de solde des soldats espagnols du duc d'Albe par 112 florins, mais en 1572, les tensions se réactivaient. Cette fois, c'est Guillaume IV van den Bergh qui a conquis Steenwijk pour Guillaume Ier d'Orange-Nassau. Cependant, cette occupation pour les Provinces Unies n'a duré que quelques mois. La reprise de Zutphen par l'armée espagnole eut un tel retentissement avec son "bain de sang" que l'armée des rebelles quitta la ville et que Steenwijk retourna dans le giron de la royauté hispanique.
Jusqu'en mars 1577, un contingent de soldats de Wallonie assurait le contrôle de l'autorité espagnole. Les États d'Overijssel ont toutefois réussi à se débarrasser de cette force d'occupation en payant des arriérés de solde espagnole en retard et, en mars 1580, ces territoires ont choisi le camp des insurgés en réponse au débordement du comte de Rennenberg, George de Lalaing.
Les États d'Overijssel avaient assuré la présence d'une compagnie de soldats dirigée par le capitaine Olthof. En octobre, une deuxième compagnie, dirigée par Johan van den Kornput, est arrivée à Steenwijk. Le lendemain, le comte de Rennenberg, George de Lalaing, à l'initiative des espagnols, commença le siège de Steenwijk (1580-1581) avec une armée de plus de 7 000 hommes. Les bombardements de novembre de cette année-là ont détruit quelque 70 maisons et ont constitué un véritable test pour les habitants de la ville et pour la petite force de défense de seulement 600 soldats. Il a fallu attendre décembre pour obtenir l'aide de l'armée des Provinces Unies dirigée par l'officier anglais John Norritz. Le 23 février 1581, le comte Rennenberg, gravement malade lui-même, renonce à son siège et Steenwijk en fut soulagée. Le fait que Steenwijk ait résisté pendant les quatre mois de siège était dû à l'action vigoureuse de Johan Hop van den Kornput. Le comte de Rennenberg mourut quelques mois plus tard et fut enterré dans l'église de Martini à Groningue. Les Steenwijkois épuisés par cette lutte étaient à bout et en 1581, ils devaient également faire face à une épidémie de peste. Sur les 2 500 habitants, 2 300 sont décédés en peu de temps.
Déjà en novembre 1582, les Espagnols sous le commandement de Jean Baptiste de Tassis (nl), réussirent à s'emparer de Steenwijk, à la suite de quoi les protestants restants quittèrent la ville. Steenwijk devint une forteresse espagnole, avec seulement 50 habitants d'origine, et constituait une menace constante pour les insurgés des Provinces Unies. Seules la Zélande, les Pays-Bas, Utrecht et la Frise n'étaient pas entre des mains espagnoles. La menace d'une reconquête par le Stadholder Maurice de Nassau en 1591 provoqua une nouvelle construction des défenses de la ville. En peu de temps, les Espagnols réussirent à apporter d'importantes améliorations et l'armée fut augmentée à plus de 1 000 hommes (principalement des Wallons et des Bourguignons) dirigés par Anthonie de Coquel.

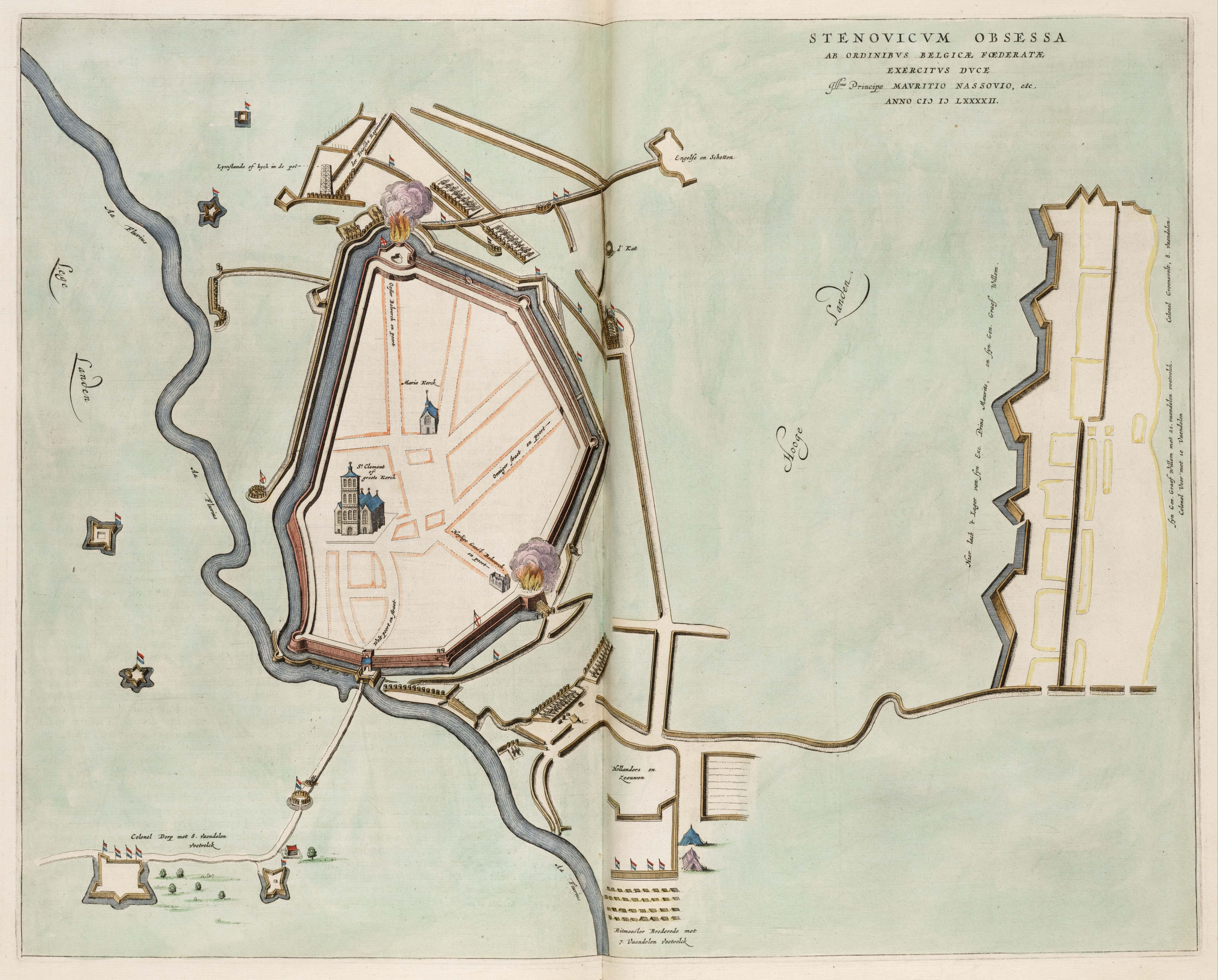
Carte du siège de Steenwijk en 1592.

Pourtant, ce ne fut pas suffisant. Le 28 mai 1592, le prince Maurice et Guillaume Louis parurent devant la ville avec une armée de 8 000 hommes et fermèrent hermétiquement toutes les voies d'accès, après quoi Steenwijk dut subir un nouveau siège. Le 5 juillet 1592, après une bataille acharnée qui dura 44 jours, les Espagnols se rendirent. Même alors, Johan van den Kornput avait apporté une contribution importante à la conquête de Steenwijk par l'armée de Maurice et son cousin Guillaume Louis. Toutes ces guerres et occupations avaient toutefois eu des conséquences néfastes : Steenwijk a été presque complètement détruite et les ouvrages de défense avaient besoin d'une reconstruction majeure. Cependant, ce n'est pas avant 1597, après une attaque infructueuse du comte Frédéric de Bergh, pour la couronne espagnole, que le Conseil d'État débloqua les fonds nécessaires à la reconstruction des défenses de la ville.

## Curiosités touristiques
- Musée des foires et du cirque
- La cathédrale Saint Clément et la tour-lanterne éponyme
- Église Notre-Dame
- Le marché
- Het Swindermannegien
- Rams Woerthe et le jardin public
- Le plus long banc du monde...

## Gastronomie
- La Torenbier, une bière brassée à Steenwijk depuis 750 ans.

## Les médias à Steenwijk
- Opregte Steenwijker Courant
- Steenwijkerland Express
- Stichting Lokale Omroep Steenwijkerland (émetteur: MIX105 Steenwijkerland)
- NieuwsTV Steenwijk (chaîne câblée)

## Natifs de Steenwijk
- Carel Frederik Cordes (1851-1927), peintre et photographe
- Kees Kist, footballeur
- Hildo Krop, sculpteur
- Bernardus Paludanus (1550-1633), scientifique et collectionneur de raretés
- Nerena Ruinemans, Miss Pays-Bas 1998-1999
- Harm Wolters, chanteur folk